# Faisão-de-lady-amherst
O faisão-de-lady-amherst (Chrysolophus amherstiae), ou mais comumente conhecido no Brasil como faisão-lady é uma ave da ordem Galiformes e da família Phasianidae. É hoje, no mundo, uma das aves mais comercializadas como ornamentais.

## Nome
O nome do gênero vem do grego antigo Krusolophos que significa "Com uma crista dourada", já amherstiae é em homenagem a Sarah Amherst, que foi a responsável por levar o primeiro individuo da espécie para Londres em 1828.
No Brasil ficou conhecido popularmente apenas como Faisão Lady e com esse nome é amplamente comercializado.

## Distribuição e Habitat
A ave é nativa do sudoeste da China e também do norte de Myanmar, porém, sendo introduzida em todo o mundo. Foi Sarah Amherst, ou "Lady Amherst" quem introduziu a ave na Inglaterra para ornamentar suas propriedades, onde também eram criadas para caça e reprodução. Hoje se acredita que a população dos Faisões Lady do Reino Unido está extinta desde 2015. 

## Descrição
Um macho adulto mede entre 100 e 120 cm de comprimento, sendo que sua cauda corresponde a cerda de 80cm do total. A traseira de seu pescoço é coberta por um leque expansível de penas brancas e pontas pretas, possui penas verde-escuras na cabeça, com um topete vermelho partido para posterior. Penas verde-escuras aparecem na anterior do pescoço, recobrindo até os "ombros". As asas são recobertas por penas azul-escuro cintilantes, o peito é recoberto por penas brancas enquanto sua cauda possui longas penas brancas com faixas e pintas pretas, e penas vermelhas e amarelas em sua costa. Seus olhos são de um amarelo bem claro, suas patas e bico são pretas. 
A fêmea é bem menos colorida, sendo muito parecida com a fêmea de seu parente mais próximo, o Faisão-dourado, obedecendo um padrão marrom cheio de pintas e bordas pretas, obedecendo um padrão mais fino com a cabeça mais escura e plumas mais "limpas".
A despeito da coloração dos machos, essas aves são de difícil observação na natureza, por viverem em ambientes densos como florestas escuras repletas de vegetação rasteira, onde se escondem.

## Alimentação e comportamento
São aves basicamente terrestres, alimentando-se de grãos, folhagem e invertebrados. A noite se empoleiram, como seus parentes próximos. São aves que conseguem performar voos curtos e por isso preferem correr. 

### Reprodução
A maturidade sexual da ave ocorre entre seu primeiro e o segundo ano de vida, com a fêmea podendo colocar de 20 a 35 ovos por ano que são incubados no período de 23 a 26 dias. Um faisão vive em média de 12 a 13 anos, podendo viver até 20 anos.
O cortejo do macho com a fêmea consiste em posicionar sua asa em forma de leque voltando-se para a fêmea, de forma que fique a frente de sua cabeça, onde a observa pelo meio. Após isso, ele espalha suas penas da cauda, em diagonal, tremendo para ocorrer um farfalhar. Em zoológicos os machos são separados das fêmeas logo antes da eclosão dos ovos.

## Galeria

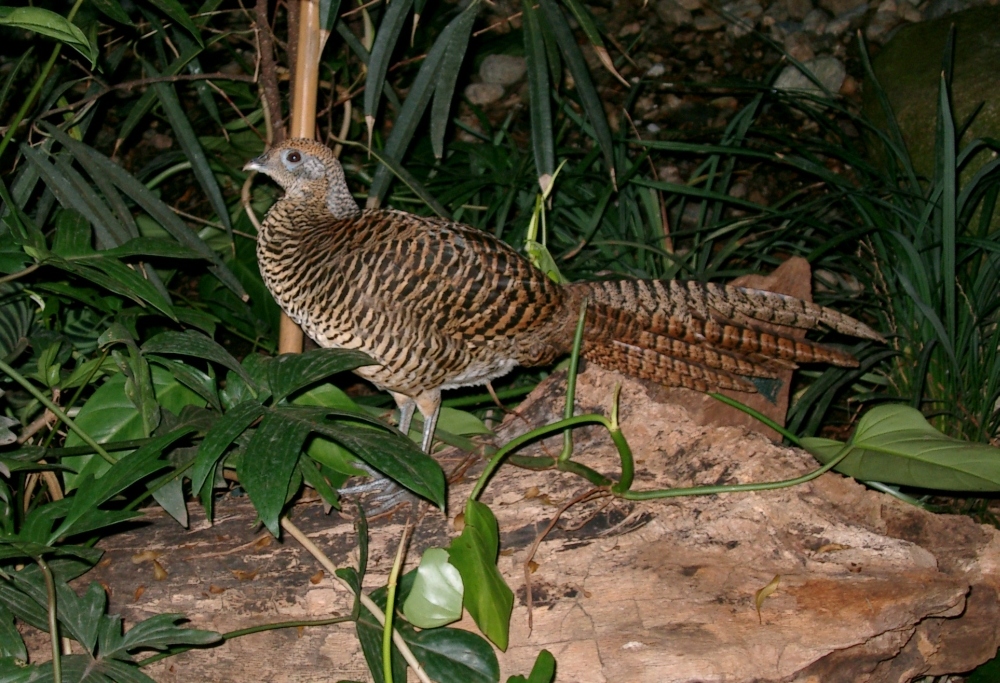
A fêmea
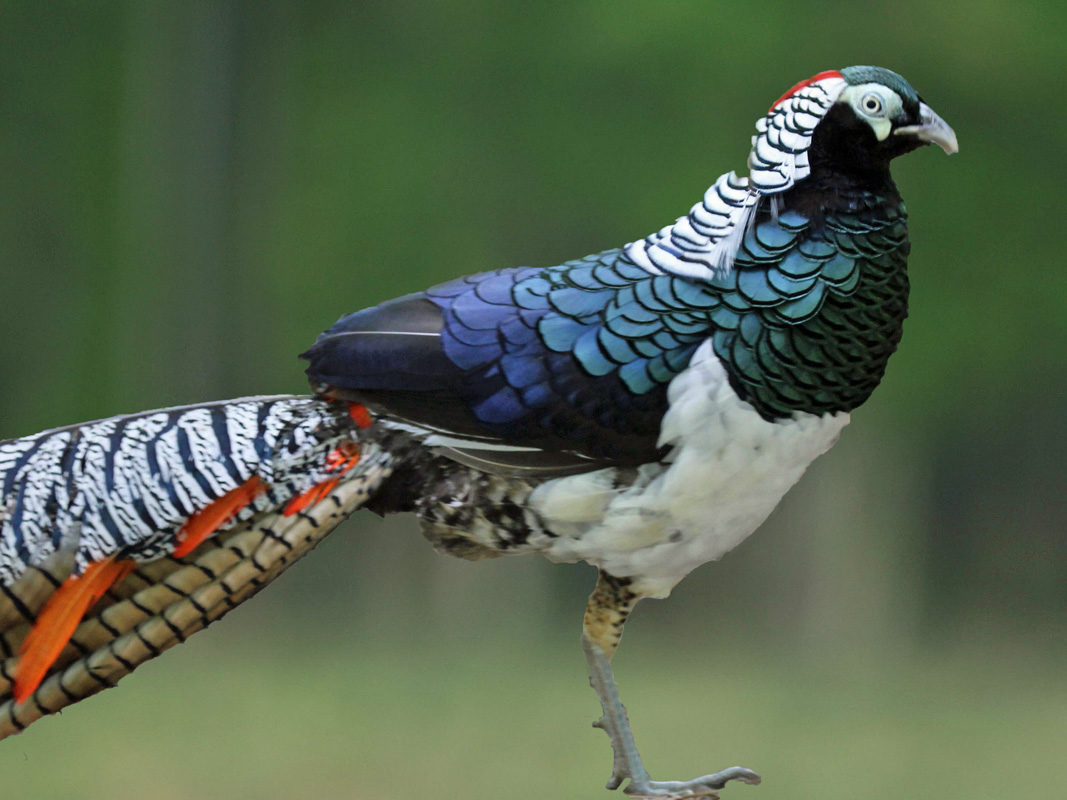
Macho
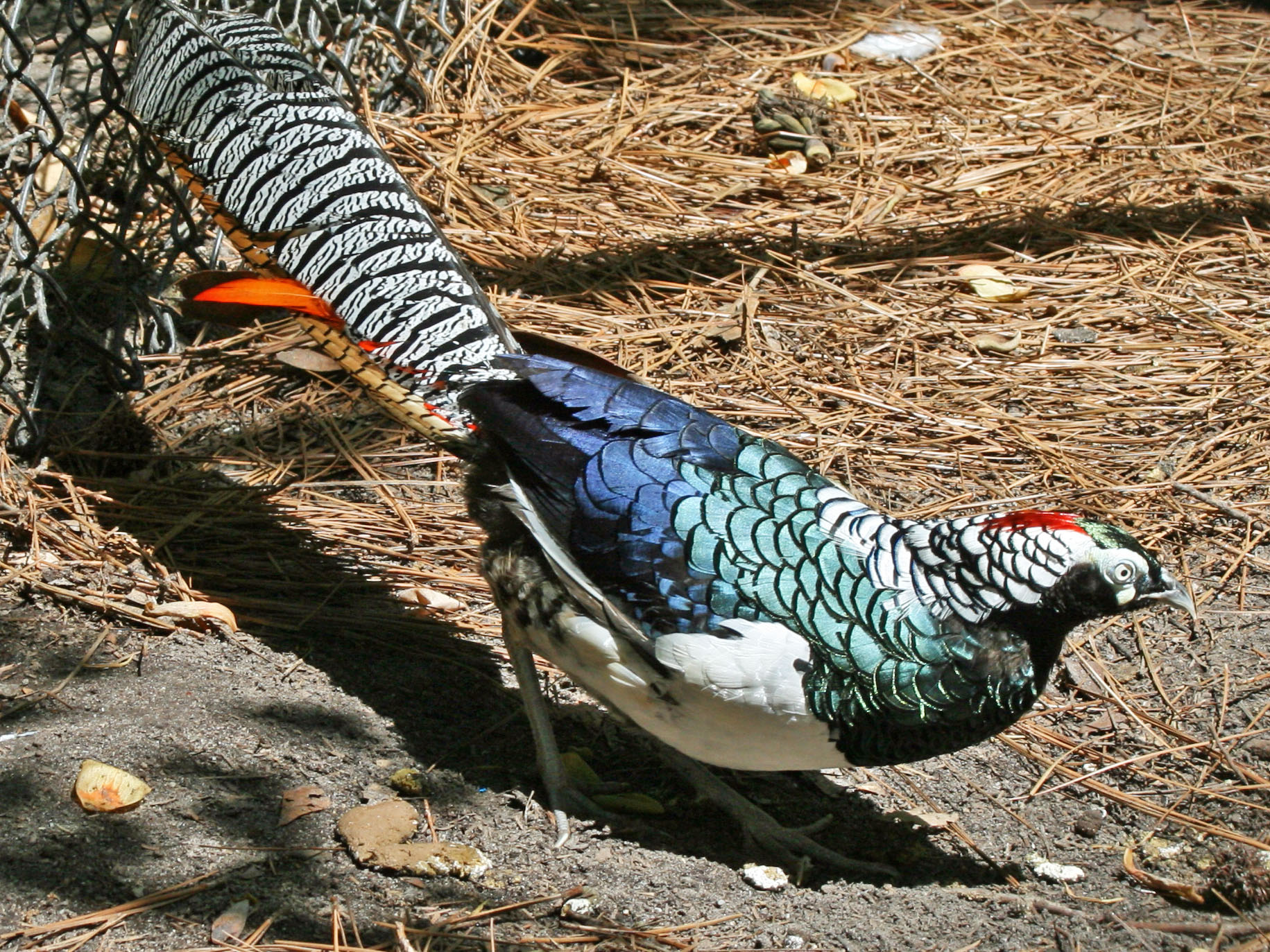
Macho
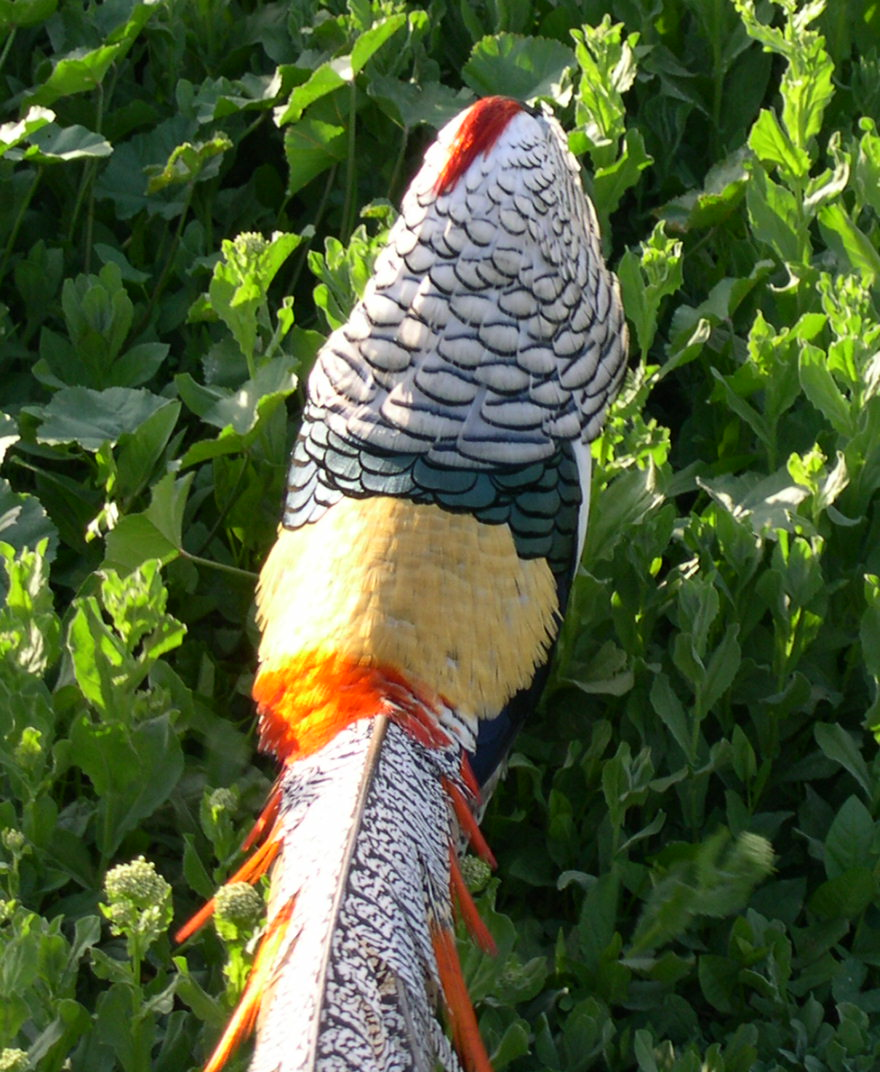
Costas
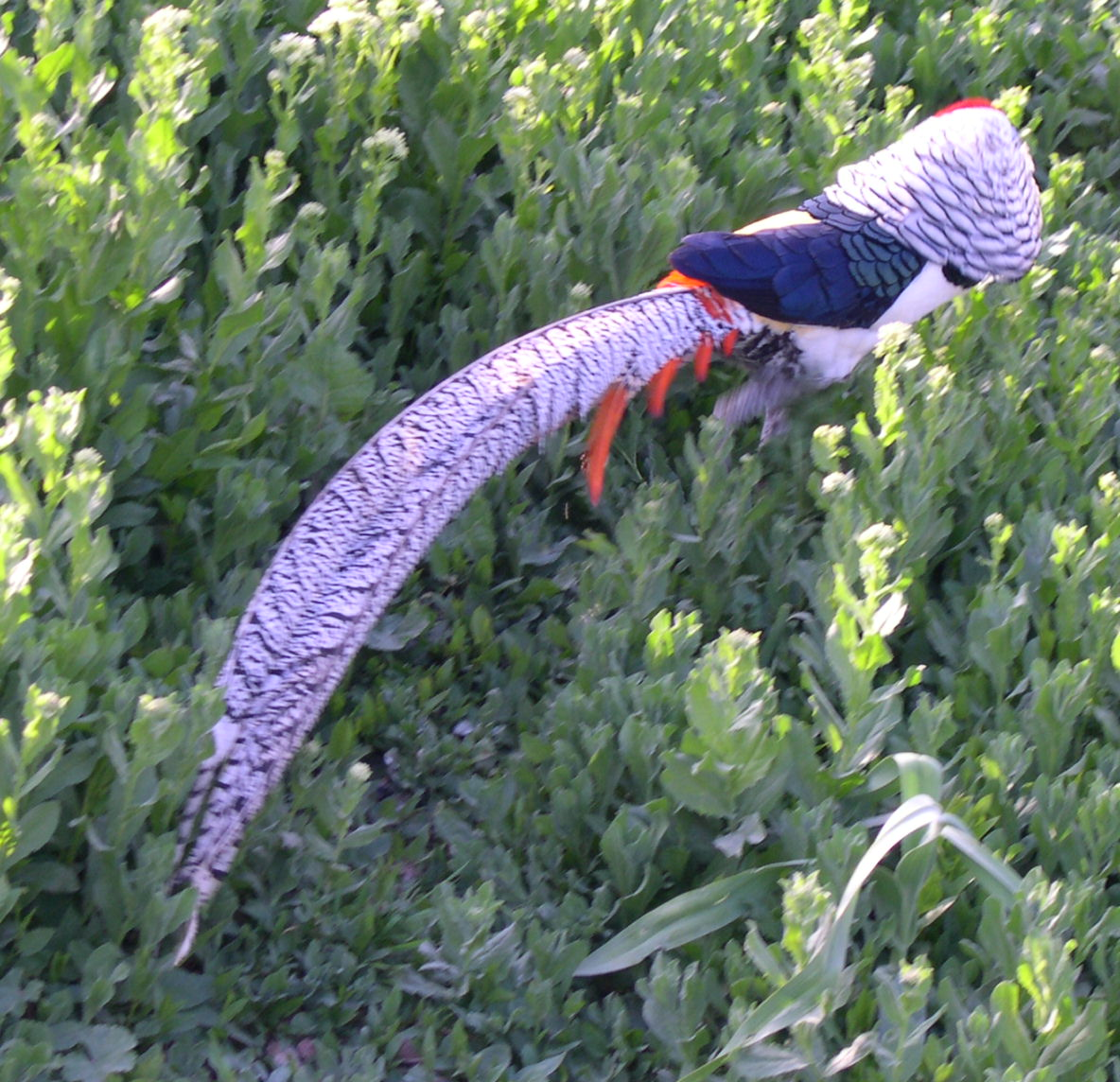
Lateral
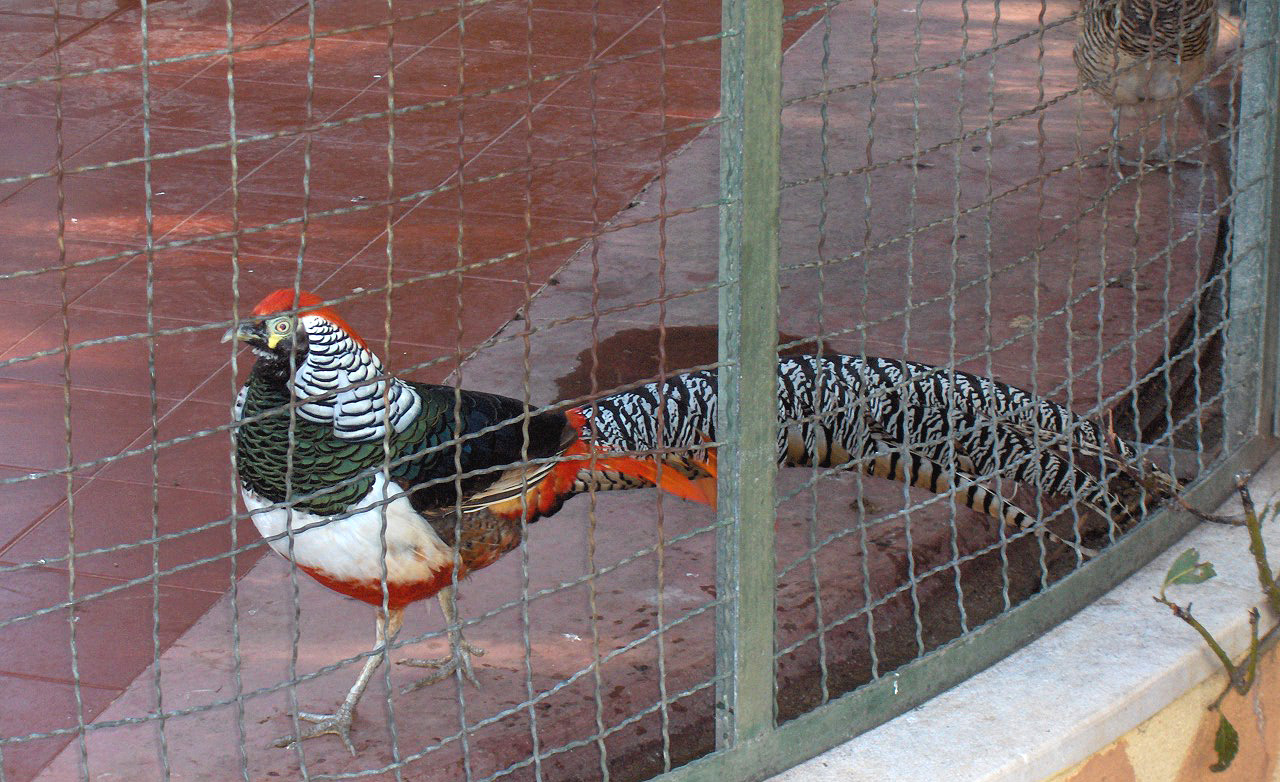
Cruzamento do Lady com o Dourado.
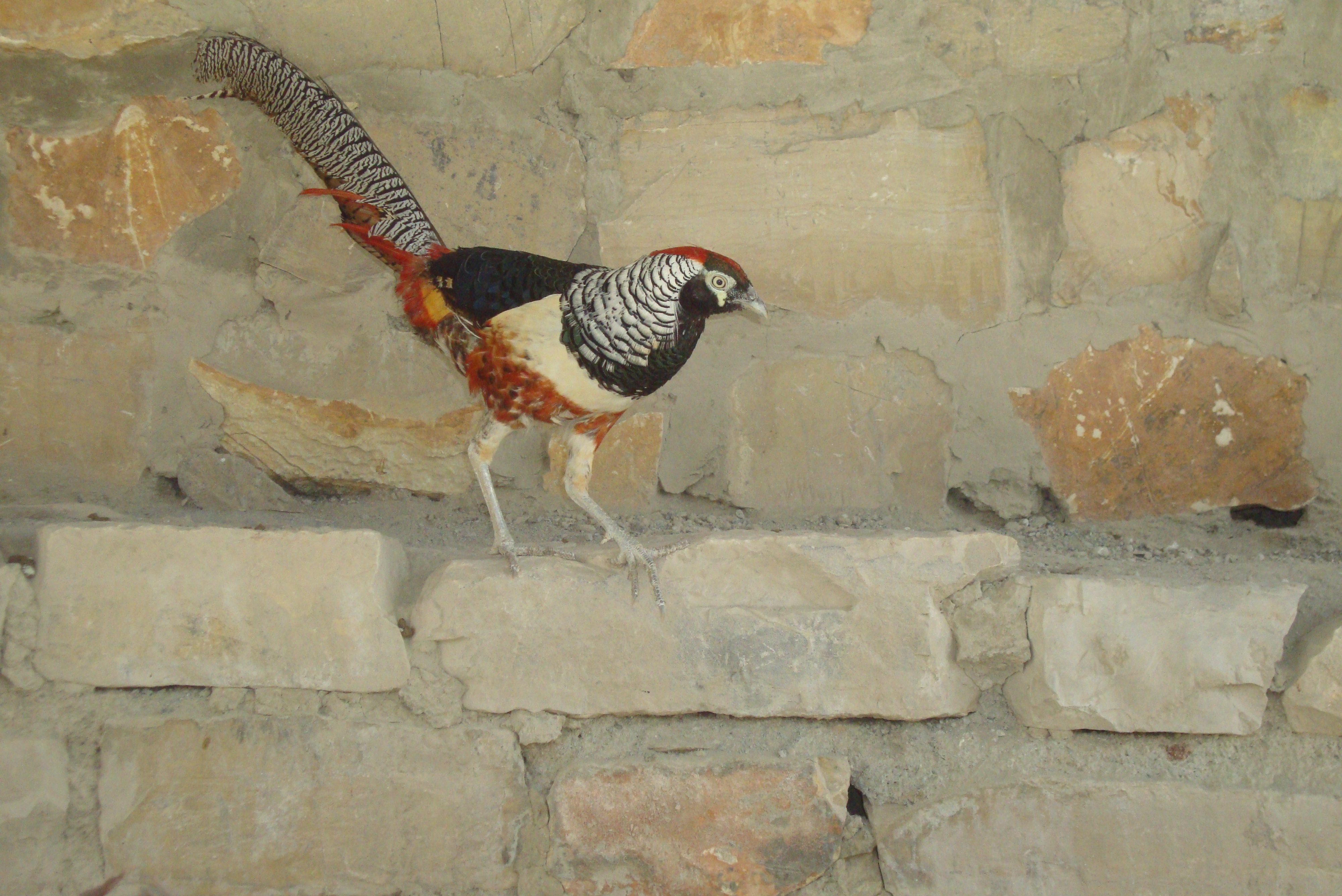
Macho Hibrido